# Max Weinberg 7
The  Max Weinberg 7 är husband i TV-programmet Late Night with Conan O'Brien. Det leds av Max Weinberg som spelar trummor i bandet. Bandet formades i samband med starten av Late Night with Conan O'Brien 1993.

## Medlemmar
- Scott Healy – keyboard
- Mike Merritt – basgitarr
- Mark "Love Man" Pender – trumpet, akustisk gitarr
- Richie "LaBamba" Rosenberg – trombon
- Jerry Vivino – saxofon
- Jimmy Vivino – gitarr
- Max Weinberg – trummor, kapellmästare